# Lawrence (Indiana)
Lawrence ist eine City in Marion County im US-Bundesstaat Indiana. Das U.S. Census Bureau hat bei der Volkszählung 2020 eine Einwohnerzahl von 49.370 ermittelt. 

## Geschichte
Die Gemeinde wurde 1849 unter dem Namen Lanesville gegründet, aber sie musste umbenannt werden, da es bereits ein anderes Lanesville in Indiana gab. Der Name Jamestown, zu Ehren des Stadtgründers James White, wurde eine Zeit lang verwendet, aber 1866 genehmigten die Marion County Commissioners den Namen Lawrence, der auch der Name des Townships ist, in dem es liegt. Lawrence wurde nach dem Marinehelden des Britisch-Amerikanischen Krieges, Captain James Lawrence, benannt. Im Jahr 1929 stimmten die Bürger von Lawrence dafür, eine Stadt zu werden, in der sie zunächst den Stadtmarschall sowie andere Teile der Stadtregierung einrichteten.

## Demografie
Nach einer Schätzung von 2019 leben in Lawrence 49.462 Menschen. Die Bevölkerung teilt sich im selben Jahr auf in 64,0 % Weiße, 27,3 % Afroamerikaner, 0,2 % amerikanische Ureinwohner, 1,2 % Asiaten und 4,8 % mit zwei oder mehr Ethnizitäten. Hispanics oder Latinos aller Ethnien machten 13,0 % der Bevölkerung aus. Das mittlere Haushaltseinkommen lag bei 56.819 US-Dollar und die Armutsquote bei 14,8 %.
| Jahr | Einwohner¹ |
| ---- | ---------- |
| 1950 | 1.951      |
| 1960 | 10.103     |
| 1970 | 16.353     |
| 1980 | 25.591     |
| 1990 | 26.763     |
| 2000 | 38.915     |
| 2010 | 46.001     |
| 2020 | 49.370     |

¹ 1950 – 2020: Volkszählungsergebnisse